# Клапмейер, Фридрих Иоганн
Фридрих Иоганн Клапмейер (нем. Friedrich Johann Klapmeyer; 6 января 1748, Шлек (ныне Злекас, Латвия) — 8 апреля 1805, Эдсен (ныне Лиеливанде, Латвия)) — лифляндский агроном.
В 1764—1767 гг. изучал математику, физику, естествознание и богословие в Гёттингенском университете. Затем вернулся на родину, служил домашним учителем, затем священником (рукоположён в 1776 г.) в Вормене и Нойенбурге. Состоял в Санкт-Петербургском Вольном экономическом обществе и лифляндской Ökonomische und gemeinnützige Societat.
Наибольшую известность имел труд Клапмейера «О клеверосеянии и его связи с зерновым земледелием» (нем. «Vom Kleebau und der Verbindung desselben mit dem Getreidebau»; I, Митава, 1794; II, Рига, 1797) благодаря тому, что опыт Клапмейера поддержал и популяризировал видный швейцарский специалист барон Крюд в своей книге «Экономика сельского хозяйства» (1820). Клапмейеру принадлежат также книга «Опыты о действии разных видов удобрений» (нем. «Erfahrungen über die Wirksamkeit der Dünggattungen»; 1802) и ряд статей в журнале «Gadda-Grahmata».